# Az ifjú Indiana Jones kalandjai
Az ifjú Indiana Jones kalandjai egy többszörösen Emmy-díjas amerikai televíziós kalandfilmsorozat. Oktató jelleggel mutatja be a 20. század első évtizedeit a kitalált szereplő, Indiana Jones gyermek- és fiatalkorán keresztül. Az eredeti 45 perces részek 1992 és 1993 között készültek, melyekben a 93 éves Jones (George Hall) meséli el kalandjait. Ezeket a részeket később (a VHS kiadásra) közel időrendi sorrendben újravágták 90 perces részekké. Ezekből kimaradt az idős Indiana Jones narrációja, de új részeket és átvezető kockákat forgattak hozzá, valamint a sorozat címét „The Young Indiana Jones Chronicles”-ről „The Adventures of the Young Indiana Jones”-ra változtatták. 1994 és 1996 között több TV-film készült még a sorozathoz. Az ifjú Indiana Jonesot Corey Carrier (8-10 éves) és  Sean Patrick Flanery (16-20 éves) alakította.
A produceri teendőket George Lucas látta el, aki a történetek alapötleteit is szolgáltatta. A rendezők közt olyan nevek szerepelnek, mint Mike Newell és Bille August. A vendégszínészek között megtalálható Timothy Spall, Jeffrey Wright, Catherine Zeta-Jones, Daniel Craig, Christopher Lee és az 50 éves Jones szerepében Harrison Ford.

## Szereplők
| Szereplő                                    | Színész              |
| ------------------------------------------- | -------------------- |
| Ifj. Dr. Henry „Indiana” Jones (8-10 éves)  | Corey Carrier        |
| Ifj. Dr. Henry „Indiana” Jones (16-20 éves) | Sean Patrick Flanery |
| Ifj. Dr. Henry „Indiana” Jones (90 éves)    | George Hall          |
| Remy Baudouin                               | Ronny Coutteure      |
| Id. Prof. Henry Jones                       | Lloyd Owen           |
| Anna Jones                                  | Ruth de Sosa         |
| Miss Helen Seymour                          | Margaret Tyzack      |

### Vendégszereplők
A sorozat ismeretterjesztő-oktató vonala miatt a legtöbb részben Indy megismerkedik egy-egy történelmi figurával. Ezekre a szerepekre, és az egyéb mellékszerepekre nem egyszer neves színészeket sikerült megnyerni.
| Színész              | Szereplő                                 | Rész (eredeti)                                   |
| -------------------- | ---------------------------------------- | ------------------------------------------------ |
| Elizabeth Hurley     | Vicky Prentiss                           | „London, May 1916”                               |
| Vanessa Redgrave     | Vicky anyja                              | „London, May 1916”                               |
| Catherine Zeta-Jones | Maya                                     | „Palestine, October 1917”                        |
| Daniel Craig         | Schiller                                 | „Palestine, October 1917”                        |
| Christopher Lee      | Ottokar Czernin gróf                     | „Austria, March 1917”                            |
| Harrison Ford        | Ifj. Dr. Henry „Indiana” Jones (50 éves) | „The Mystery of the Blues”                       |
| Jane Krakowski       | Dale Winter                              | „The Mystery of the Blues”                       |
| Jeffrey Wright       | Sidney Bichet                            | „The Mystery of the Blues” „The Scandal of 1920” |
| Max von Sydow        | Sigmund Freud                            | „Vienna, November 1908”                          |
| Anne Heche           | Kate                                     | „The Scandal of 1920”                            |
| Lukas Haas           | Norman Rockwell                          | „Paris, September 1908”                          |
| Terry Jones          | Marcello                                 | „Barcelona, May 1917”                            |
| Jon Pertwee          | Von Kramer tábornok                      | „A sólymok támadása”                             |
| Cyril Cusack         | Georges Clemenceau                       | „Paris, May 1919”                                |

## Történet
|  | Alább a cselekmény részletei következnek! |

|  | Itt a vége a cselekmény részletezésének! |

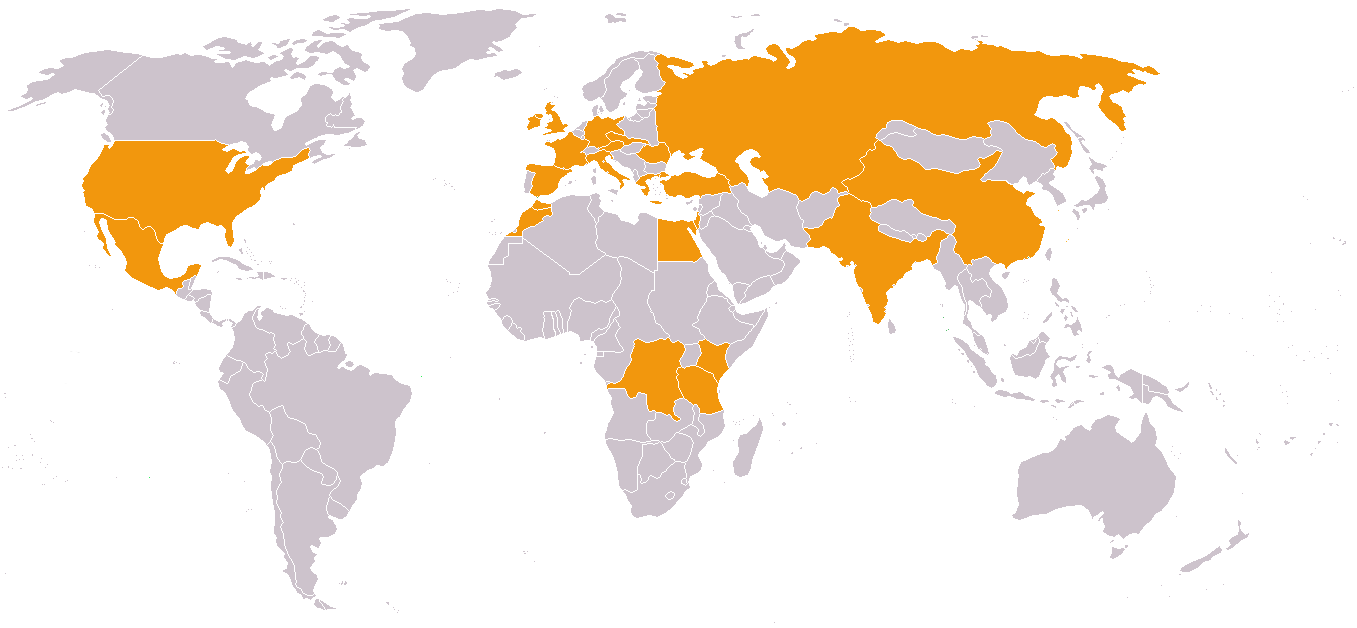
Az ifjú Indiana Jones kalandjainak forgatási helyszínei

A sorozat több része az első világháború nyugati frontjának eseményeit mutatja be.

## Érdekességek
- Felajánlották az ifjú Indy szerepét River Phoenixnek (aki az Indiana Jones és az utolsó kereszteslovagban is játszotta), az idősét pedig Harrison Fordnak is, de mindketten visszautasították, mert úgy érezték karrierjüket nem befolyásolná pozitívan egy televízióssorozat-szereplés.
- George Lucas mintegy 70 történetet talált ki a sorozathoz, melyek 1905-től egészen a mozifilmekig mesélték volna el Indy történetét. Ezekből 31 került megfilmesítésre. (Lásd még: a sorozat megvalósítatlan ötletei)
- Sean Patrick Flanery egy alig látható műsebhelyt visel minden jelenetében, ugyanis Harrison Fordnak valóban van.

## Díjak

### Elnyert
- 1992 – Emmy-díj
  - Művészeti rendezés (The Cruse of the Black Jackal)
  - Jelmez (The Cruse of the Black Jackal)
  - Vágás (The Cruse of the Black Jackal)
  - Smink (The Cruse of the Black Jackal)
  - Hangkeverés („Verdun, September 1916”)
- 1993 – Emmy-díj
  - Jelmez (The Scandal of 1920)
  - Zene (The Scandal of 1920)
  - Hangvágás („Somme, Early August 1916”)
  - Vizuális effekzusok (The Scandal of 1920)
- 1994 – Emmy-díj
  - Zene („Ireland, April 1916”)

### Jelölések
- 1992 – Emmy-díj
  - Fényképezés („British East Africa, September 1909”)
  - Fodrász (The Cruse of the Black Jackal)
  - Főcímzene
- 1993 – Young Artist Awards
  - Legjobb fiatal színész televíziós sorozatban (Corey Carrier)
- 1993 – Emmy-díj
  - Művészeti rendezés („Vienna, November 1908”)
  - Fényképezés (The Mystery of the Blues)
  - Rendezés („Northern Italy, June 1918”)
  - Zene („Vienna, November 1908”)
  - Zenei rendezés (The Mystery of the Blues)
  - Hangkeverés (The Mystery of the Blues)
- 1994 – Golden Globe-díj
  - Legjobb televíziós sorozat
- 1994 – American Society of Cinematographers
  - Fényképezés (általános sorozatok) („Istanbul, September 1918”)
- 1994 – Emmy-díj
  - Művészeti rendezés („Paris, May 1919”)
  - Jelmez („Paris, May 1919”)
  - Fodrász („Paris, May 1919”)
  - Hangkeverés (The Phantom Train of Doom)